# U-870
U-870 je bila nemška vojaška podmornica Kriegsmarine, ki je bila dejavna med drugo svetovno vojno.

## Zgodovina
Podmornica je bila potopljena 30. marca 1945 med ameriškim zračnim napadom.

## Poveljniki
| Poveljniki |                                    |               |                                  |
| Št.        | Čin                                | Ime           | Poveljstvo                       |
| 1.         | Kapitan korvete (Korvettenkapitän) | Ernst Hechler | 3. februar 1944 - 30. marec 1945 |

## Tehnični podatki
| Kategorije                                    | Podatki                       |
| --------------------------------------------- | ----------------------------- |
| Teža (t): na površju pod površjem polna Teža  | 1.120 1.232 1.545             |
| Dolžina (m) - tlačni trup (m)                 | 76,76 - 58,75                 |
| Širina (m) - tlačni trup (m)                  | 6,86 - 4,44                   |
| Izpodriv (m)                                  | 4,67                          |
| Višina (m)                                    | 9,6                           |
| Moč (hp): na površju pod podvršjem            | 4.400 1.000                   |
| Hitrost (vozlov): na površju pod podvršjem    | 19 7,3                        |
| Doseg (milja/vozel): na površju pod podvršjem | 13.850/10 63/4                |
| Torpeda/Torpedne cevi                         | 22/6 (4 na premcu, 2 na krmi) |
| Krovni top (mm)                               | 105 (110 granat)              |
| Mine                                          | 44 TMA                        |
| Posadka                                       | 48-56                         |
| Maksimalni potop (m)                          | 230                           |